# Дильмухаметов, Ишмулла Ишгалеевич
Ишмулла Ишгалеевич Дильмухаметов (баш. Дилмөхәммәтов Ишмулла Ишҡәле улы, 1928—1984) — советский актёр, кураист, певец, драматург, композитор. Народный артист Башкирской АССР (1973), Заслуженный артист РСФСР (1975), лауреат Республиканской премии имени Салавата Юлаева (1974) и Г. Саляма (1970).

## Биография
Дильмухаметов Ишмулла Ишгалеевич родился 15 сентября 1928 года в деревне Староякупово Зилаирского кантона БАССР (ныне Зилаирского района Республики Башкортостан).
В период с 1943 по 1949 годы Дильмухаметов Ишмулла работал в Баймакском башкирском народном театре. Затем 3 года прослужил в Советской Армии.
После армии Ишмулла Ишгалеевич работал актёром Башкирского государственного академического театра драмы. C 1966 года и до своей кончины он был кураистом и солистом Башкирской государственной филармонии.
В эти годы Дильмухаметов Ишмулла Ишгалеевич становится одним из ведущих артистов башкирской эстрады, известным публике как уникальный виртуозный кураист, талантливый певец-импровизатор, знаток башкирского фольклора. С его творчеством связано возрождение характерной для мастеров прошлого манеры игры на курае в сочетании с элементами узляу.
С концертами башкирской эстрады Ишмулла Дильмухаметов побывал во всех районах и городах родной республики и всего Советского Союза, а также в составе советских делегаций культуры выступал во Франции, Италии, Швеции, Швейцарии, ФРГ, ГДР, Польше, Венгрии, Афганистане, Пакистане, Иране, Японии, Бирме и других странах мира. Зрители этих стран навсегда полюбили курай и кураиста.
За плодотворную творческую деятельность Ишмулле Ишгалеевичу присвоены звания Народного артиста Башкирской АССР (1973) и Заслуженного артиста РСФСР (1975), он также стал в 1974 году лауреатом Республиканской премии имени Салавата Юлаева.

## Память
На родине виртуозного кураиста, в деревне Старо-Якупово, учреждён дом-музей и мечеть И. И. Дильмухаметова.

## Репертуар
Репертуар Ишмуллы Дильмухаметова включал в себя множество башкирских народных вокальных и инструментальных мелодий, в том числе «Урал», «Буранбай», «Гильмияза» («Ғилмияза»), «Зульхиза» («Зөлхизә»), «Таштугай» («Таштуғай»), «Звенящие журавли» («Сыңрау торна») и другие. На либретто Дильмухаметова композитором З. Г. Исмагиловым созданы оперы «Послы Урала» («Урал илселәре»), «Акмулла» («Аҡмулла»), «Кахым-турэ» («Ҡаhым түрә»).